# Дубінін Юрій Володимирович
Ю́рій Володи́мирович Дубі́нін (рос. Юрий Владимирович Дубинин; 10 жовтня 1930 — 20 грудня 2013) — радянський та російський дипломат, надзвичайний і Повноважний Посол Росії (в ранзі заступника міністра закордонних справ Російської Федерації) в Україні. Член Центральної Ревізійної Комісії КПРС у 1986—1990 роках.

## Біографія
Народився 10 жовтня 1930 року в місті Нальчик Кабардино-Балкарська АРСР. Закінчив Московський державний інститут міжнародних відносин (1954), кандидат історичних наук (1978), професор.
Член КПРС з 1954 року.
З 1955 — на дипломатичній роботі.
З 1955 по 1956 — стажист, посольства СРСР у Франції.
З 1956 — співробітник Відділу міжнародних організацій МЗС СРСР
З 1956 по 1959 — співробітник секретаріату ЮНЕСКО в Парижі;
З 1959 по 1962 — третій секретар, другий секретар Першого Європейського відділу МЗС СРСР;
З 1962 по 1963 — помічник завідувача Першим Європейським відділом МЗС СРСР;
З 1963 по 1968 — перший секретар, радник посольства СРСР у Франції;
З 1968 по 1971 — заступник завідувача Першого Європейського відділу МЗС СРСР;
З 1971 по 1978 — завідувач Першого Європейського відділу МЗС СРСР;
З 1978 по 1986 — надзвичайний і повноважний посол СРСР в Іспанії;
З березня 1986 року — постійний представник СРСР при ООН і представник СРСР у Раді Безпеки ООН;
З травня 1986 по січень 1990 року — надзвичайний і повноважний посол СРСР в США;
З 1990 по 1991 — надзвичайний і повноважний посол СРСР у Франції;
З 1991 по 1994 — надзвичайний і повноважний посол з особливих доручень МЗС СРСР (Російської Федерації);
З 1994 по 1996 — заступник міністра МЗС Росії;
З 24.05.1996 по 06.08.1999 — надзвичайний і повноважний посол Росії (в ранзі заступника міністра закордонних справ Російської Федерації) в Україні;
З 1999 — 2013 — був професором кафедри дипломатії (МДІМВ). Був членом Ради із зовнішньої та оборонної політики, віцепрезидентом Академії проблем безпеки, оборони та правопорядку, президентом-виконавцем Асоціації друзів Франції. Вів курси «Інформаційно-аналітична робота закордонних представництв», «Дипломатія США, Франції, Іспанії», «Переговорний процес», майстер-клас «Майстерність переговорів».

## Автор праць
- Дубинин Ю. В. «Амбахадор! Амбахадор! Записки посла в Испании».
- Дубинин Ю. В. «Дипломатическая быль. Записки посла во Франции».
- Дубинин Ю. В. «Время перемен. Записки посла в США»,
- Дубинин Ю. В. «Мастерство переговоров»,
- Дубинин Ю. В. «Мастерство переговоров» (2007, друге видання).
- Дубинин Ю. В. «Искусство дипломатии»[5]
- Дубинин Ю. В. «Дипломатический марафон. Записки участника российско-украинских переговоров 1992—1999 годов»,
- Дубинин Ю. В. Дипломатический марафон / Ю. В. Дубинин. — Изд. второе, расшир. и доп. — М.: Колос, 2009. — 230 c. — ISBN 978-5-10-004050-7.[6]
- Дубинин Ю. В. Мастерство переговоров / Ю. В. Дубинин. — М.: Международные отношения, 2009. — 304 с. — ISBN 978-5-7133-1342-5[7]
- Дубинин Ю. В. Становление наших отношений с Украиной / Ю. В. Дубинин // Мир и политика. — 2009. — № 3. — С. 13[8]
- Дубинин Ю. В. Битва за Черноморский флот / Ю. В. Дубинин // Российский колокол. — 2008. — № 2. — С. 119—126.[9]

## Нагороди та відзнаки
- Орден Пошани
- Три ордени Трудового Червоного Прапора (1971, 1980, 1988).
- Орден Дружби народів (1975),
- Орден Знак Пошани (1967),
- Заслужений співробітник дипломатичної служби Російської Федерації (18 квітня 2005 року) — за заслуги в реалізації зовнішньополітичного курсу Російської Федерації і багаторічну плідну дипломатичну діяльність[10]
- медалі
- Командор ордена «За заслуги» (Франція)
- Орден «За заслуги» II ступеня (Україна)
- Орден святого благовірного князя Даніїла Московського III ступеня (РПЦ, 2011) — за миротворчу працю і в зв'язку із 80-річчям з дня народження[11]
- На честь дипломата названо астероїд 6359 Дубінін.